# بزهایش را بکش (فیلم)
بزهایش را بکش (به انگلیسی: Kill Her Goats) یک فیلم اسلشر و ترسناک آمریکایی محصول سال ۲۰۲۳ به نویسندگی، تهیه‌کنندگی و کارگردانی استیو ولش است. آریل ریسین، الی گونسالوز، مونیکا سیمز، و دنی ماترز به همراه کین هادر در نقش یک قاتل «صورت بز» بازی می‌کنند.
بزهایش را بکش در ویدیوی درخواستی (VOD) در مارس ۲۰۲۳ منتشر شد.

## بازیگران
- کین هودر در نقش صورت بزی[۵]
- آریل ریسین در نقش آدرا باکلبی
- الی گونسالوس در نقش میسی بک
- دنی ماترز در نقش هیلی باکلبی
- مونیکا سیمز در نقش ریس ناکس
- آمبرلی وست

## تولید
«بزهایش را بکش» در مکانی در کیپ کاد در ماساچوست فیلمبرداری شد. فیلمبرداری در اکتبر ۲۰۱۵ انجام شد.